# Peroxodischwefelsäure
Peroxodischwefelsäure ist eine Oxosäure des Schwefels (Marshall'sche Säure). Sie bildet weiße, in Wasser lösliche Kristalle. Peroxodischwefelsäure wirkt stark oxidierend. Sie wird beispielsweise zur Herstellung von Wasserstoffperoxid (über Hydrolyse), für Hydroxylierungen an Phenolen sowie als Beizlösung zur Oberflächenbehandlung von Metallen verwendet. Ihre Salze, die Peroxodisulfate, sind viel stabiler als die Säure und werden als starke Oxidationsmittel eingesetzt.

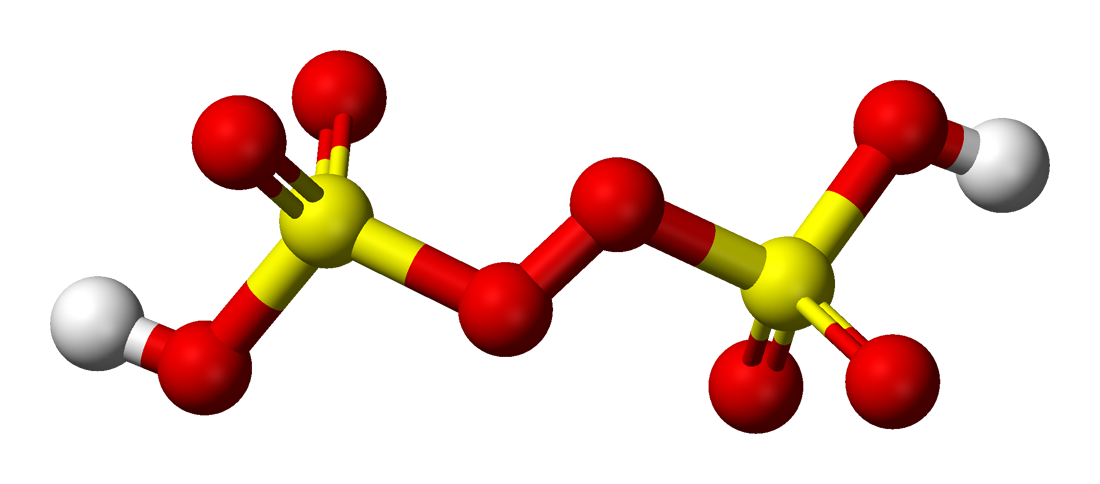
Stäbchenmodell der Peroxodischwefelsäure

## Synthese
Die Herstellung der Peroxodischwefelsäure in Lösung erfolgt technisch über Elektrolyse einer ca. 50%igen Schwefelsäurelösung bei hoher Stromdichte. Im Labor benutzt man zur Reindarstellung dieselbe Reaktion, die zur Peroxomonoschwefelsäure führt, mit einem Überschuss an Chlorsulfonsäure.